# Обложка

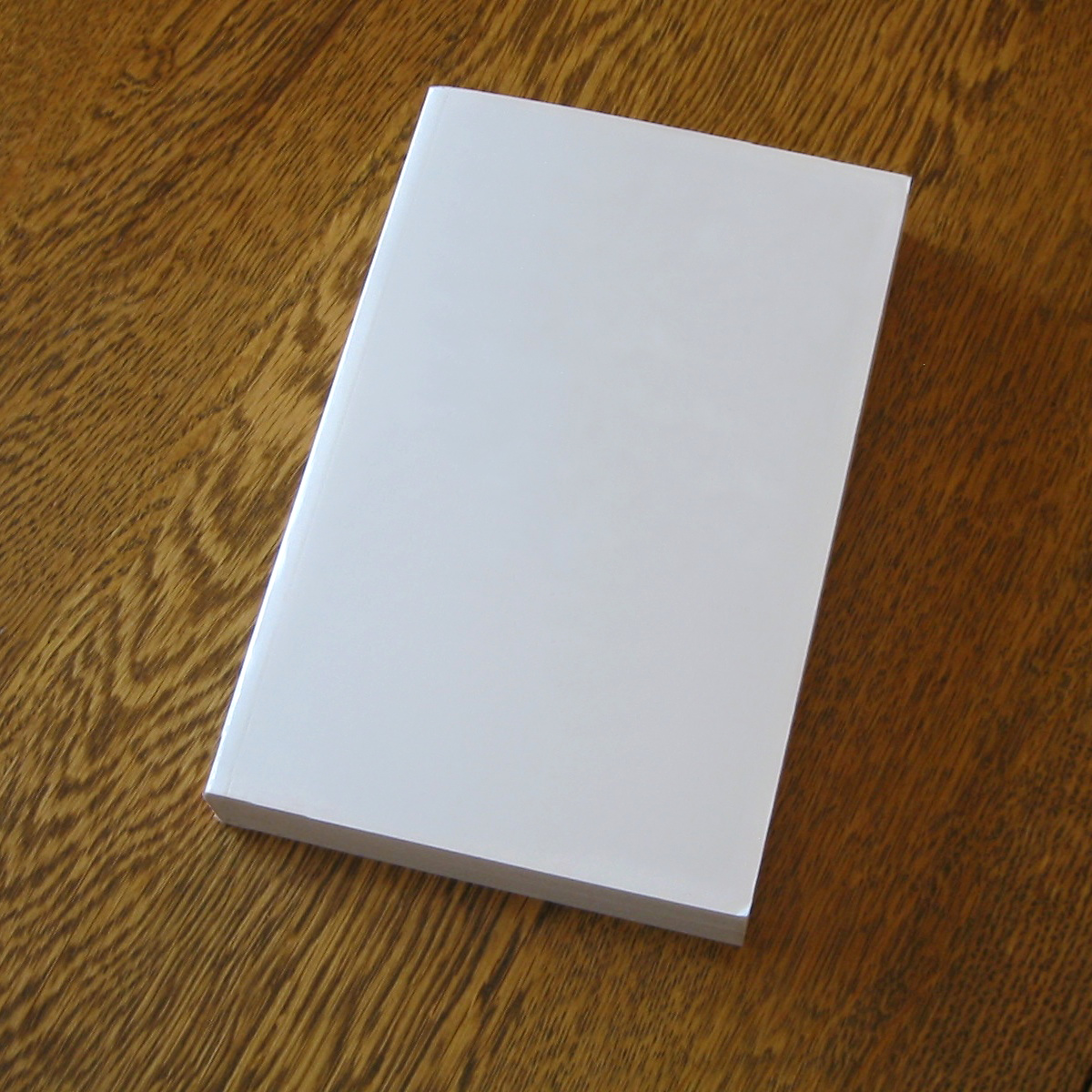
Обложка пустой книги

Обло́жка — мягкое бумажное и иное покрытие книги, документов и так далее, а также элемент их художественного оформления (см. Оформление книги).

## Назначение
Обложка обычно представляет собой лист плотной бумаги или мягкого картона, которым обёрнут книжный блок. Служит для его защиты. Книжные покрытия, выполненные из более твёрдых материалов, называются переплётом. Книга в обложке конструктивно несколько отличается от книги в переплёте: в ней обычно отсутствуют форзацы. Изготовление книги в обложке дешевле, чем в переплёте.
Начиная с XX века, по мере расширения читательского рынка и обострения конкуренции, обложка приобретает информационную и рекламную функции. Именно обложка (для книг в переплёте — суперобложка) — первое, с чего начинается знакомство читателя с изданием.
Наконец, в условиях затоваривания рынка и концентрации книжной торговли, обложка как знак (заместитель) книги определённого содержания, рассчитанной на определённые аудиторию и условия чтения, приобретает исключительно важное значение.

## Типы обложек
По традиции принято различать 4 типа обложек:
1. обложка для крытья внакидку;
2. обложка для обыкновенного крытья;
3. обложка для крытья вроспуск;
4. обложка составная с окантовкой корешка.